# Risque volcanique

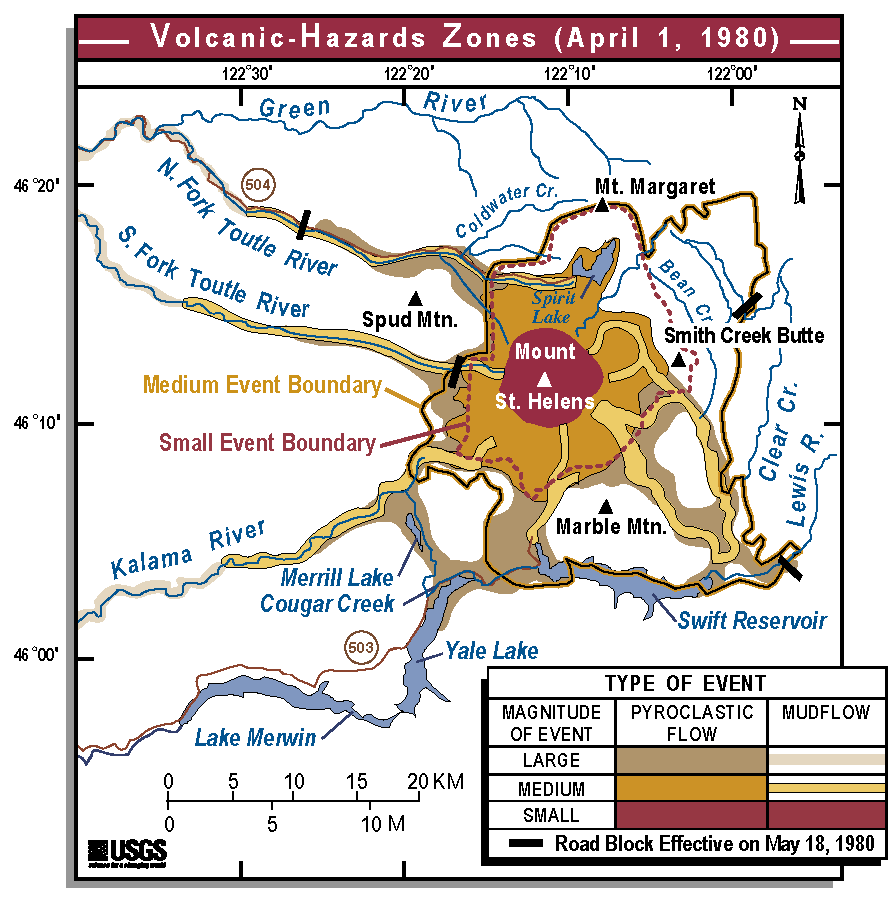
Cette carte des aléas volcaniques du mont Saint Helens montre une forte probabilité de phénomènes volcaniques autour du volcan et dans le fond des vallées qui s'en éloignent mais le risque est néanmoins quasi nul, la région étant inhabitée.

Le risque volcanique est un risque naturel lié aux manifestations volcaniques qui sont les éruptions et les phénomènes paravolcaniques.

## Gestion du risque
Comme tout risque, le risque volcanique peut être décomposé en aléa, représenté par la probabilité qu'une de ces manifestations survienne, et en vulnérabilité des infrastructures et des populations, représenté par leur distance du lieu de la manifestation volcanique.
Ces phénomènes faisant le plus souvent l'objet d'une forte ségrégation spatiale, le risque volcanique peut être cartographié avec une assez grande précision et une assez grande fidélité par rapport à la réalité.

## Évaluation planétaire du risque
Dans le cadre de la plate-forme internationale Global  Volcano  Model  lancée en 2010 (qui réunit en 2015 31 institutions partenaires dans le monde, autour d'un projet open access), et dans le cadre de la 4e édition du bilan mondial sur la réduction des risques de catastrophes (GAR) rédigé sous l'égide de l'ONU, un rapport de 233 pages sur les risques volcaniques au niveau planétaire a été publié en 2015.
L'évaluation du risque comporte des aspects historiques rétrospectifs, de connaissance scientifique des phénomènes en jeu et de prospective, y compris sociologiques et géopolitiques.
Il a été estimé que vers 2010, environ 800 millions de personnes vivaient à moins de 100 km d'un volcan actif, dans 86 pays.
Les mortalités humaines induites par des éruptions sont historiquement mal connues, mais une étude a recensé environ 280 000 cas de décès documentés depuis le début du XVIIe siècle (depuis 1600), ce qui semble très modeste par rapport à d'autres risques naturels majeurs, cependant même si des évacuations de plus en plus rapides et mieux préparées ont permis d'épargner environ 10 000 à 20 000 vies, les éruptions volcaniques peuvent encore être catastrophiques pour les communautés exposées.
Par exemple, en Colombie en 1985, la ville d'Armero a été presque ensevelie par les coulées de boue volcanique avec plus de 21 000 décès à la suite de relativement faibles éruptions explosives au sommet du volcan Nevado del Ruiz qui ont fait partiellement fondre un glacier. 
Depuis 1985, environ deux millions de personnes ont été évacuées en raison d'éruptions ou à la suite de menaces d'éruption. Certaines ont définitivement déménagé. 
L'éruption du volcan Merapi (Indonésie, 2010) a causé l'évacuation d'environ 400 000 personnes, a tué 386 personnes et coûté au moins 300 millions de dollars.
Plus récemment, des effets économiques et techniques différés d'éruptions volcaniques se sont manifestés à des échelles à la fois locale, régionale et mondiale. Ainsi une éruption relativement modeste du volcan Eyjafjallajökull (Islande, 2010) situé sous un couloir aérien intercontinental a fortement affecté le trafic aérien en raison d'un énorme nuage de cendres qui pouvait endommager les réacteurs d'avions, causant des pertes financières mondiales approximativement estimées à 5 milliards US $, avec une perturbation de nombreuses chaînes d'approvisionnement dans le monde entier, démontrant que la gestion de ce risque devait aussi avoir une composante mondiale. Les très grandes éruptions sont rares, mais elles sont le seul phénomène naturel, avec les impacts de grandes météorites ayant un potentiel de catastrophe mondiale.